# Awkward
Awkward és una sèrie de televisió nord-americana creada per Lauren Iungerich i emesa al canal MTV. Es va estrenar el 19 de juliol de 2011 amb una primera temporada de 12 capítols. En poc més d'un mes i gràcies a les bones dades d'audiència i crítica, la cadena va decidir renovar per una segona temporada amb el mateix nombre de capítols que va estrenar-se el 12 de juny de 2012. Amb només quatre episodis emesos d'aquesta segona temporada, MTV va renovar per una tercera temporada, aquest cop de 20 capítols que va estrenar-se el 16 d'abril de 2013. El 5 d'agost del mateix any es va anunciar que Awkward seria renovada per una quarta temporada de 20 episodis, però que Lauren Iungerich, creador i productor executiu del programa, marxava de la sèrie, substituït per Chris Alberghini i Mike Chessler. Aquesta quarta temporada fou estrenada el 15 d'abril de 2014. Mig any després, el 8 d'octubre de 2014, es va anunciar que Awkward seria renovada per una cinquena i última temporada.
Awkward és una comèdia de situació adolescent, amb capítols de 22 minuts. La història gira al voltant del personatge de Jenna Hamilton, una estudiant de 15 anys, que actua com a narradora de la sèrie a través dels escrits que publica al seu blog. A través de les seves paraules, intenta buscar-se a si mateixa en un món que no acaba d'entendre. Perspicaç i sarcàstica, la Jenna posa humor a les situacions que viu i als problemes típics adolescents de qualsevol noia de la seva edat. A Espanya va ser estrenada, en castellà, sota el nom de La chica invisible. De moment, la sèrie no ha estat doblada al català.

## Argument
La sèrie ens mostra la visió irreverent del món de Jenna Hamilton, una estudiant de 15 anys a l'institut Palos Verdes High School. La seva vida canvia quan un accident domèstic és confós, tant pels seus pares com pels seus companys de classe, per un intent de suïcidi. Amb grans dosis de caos i humor, la sèrie està narrada en primera persona per la Jenna, que explica els seus conflictes adolescents a través d'un blog. Al començament haurà de viure amb l'estigma de ser la noia que "es va intentar suïcidar" juntament amb els problemes típics de la seva edat, com els nois, els amics, i uns pares que no entenen el que està passant.

## Argument per temporades

### Primera temporada
Després de perdre la seva virginitat amb el popular Matty McKibben durant uns campaments d'estiu, la Jenna Hamilton continua en una relació secreta amb ell. Només les seves dues millors amigues Tamara i Ming estan al corrent d'aquesta relació. Després de tornar a casa de les colònies, la Jenna rep una carta d'una persona anònima criticant-la molt durament per ser una "perdedora" i donant-li consells per millorar i ser més popular. Mentre la Jenna intenta desfer-se de la carta, cau a la banyera i es trenca el braç en un accident molt aparatós que fa que sembli un intent de suïcidi.
La tafaneria s'escampa ràpidament, el que causa que la Jenna rebi molta atenció no desitjada a l'institut, en especial de la Valerie Marks, l'orientadora escolar, una persona immadura i d'allò més poc professional i de la Sadie Saxton, l'enemiga de la Jenna a l'institut. La Jenna decideix fer cas dels consells de la carta de ser més valenta i extravertida i, com a conseqüència, la seva popularitat augmenta. L'augment de la popularitat de la Jenna, crea una certa tensió amb les seves amigues Tamara i Ming, però al final ho resolen.
La Jenna comença a estar tipa de la relació secreta que manté amb un Matty, ja que té la sensació que ell s'avergonyeix d'ella i per això l'amaga. Més tard descobreix que el millor amic d'en Matty, en Jake, està enamorat d'ella. En Jake trenca amb la seva nòvia Lissa, una animadora molt guapa però no gaire intel·ligent i extremadament religiosa i demana a la Jenna que l'acompanyi al ball d'hivern. La Jenna acaba amb la seva relació amb en Matty per estar amb en Jake. Ni ella ni en Matty li diuen a en Jake que estaven junts. Després de seguir multitud de pistes falses, la Jenna descobreix qui va escriure la carta: va ser la seva mare Lacey.

### Segona temporada
En Jake comença una relació amb la Jenna, però això li porta a situacions d'estranya tensió amb en Matty. Ell i la Jenna, segueixen mantenint en secret la seva relació anterior. Mentrestant, la Jenna obliga a la seva mare a confesar al seu pare que va ser ella qui va escriure la carta. Després d'assabentar-se'n, en Kevin, el pare de la Jenna, abandona la seva dona perquè no és capaç de comprendre com pot haver fet una cosa tan cruel i horrible a la seva pròpia filla. Mentre, la Sadie comença a sortir amb en Ricky Schwartz, un noi que havia mantingut una relació amb la Tamara (i amb moltes altres noies de l'institut).
Una amiga de la Lacey, l'Ally (a qui la Jenna anomena tieta malgrat que no comparteixen sang), reapareix a la vida de la Lacey per a casar-se. La Jenna té por que un ex-nòvio de la seva mare, que també està convidat a la boda, acabi amb totes les possibilitats de que els seus pares tornin a estar junts. La Jenna intervé i, finalment, els seus pares es reconcilien. La Ming comença a sortir amb un noi xinès en Fred Wu. Malauradament, resulta que en Fred és l'ex-nòvio de la Becca, la líder de la màfia xinesa, i això li causa problemes amb tota la màfia, que fan la vida impossible a la Ming. Finalment, en Fred deixa l'institut preocupat per la seguretat de la Ming, i ella jura venjança contra la Becca.
La Jenna lluita pels seus sentiments per en Jake, però acaba adonant-se que encara estima en Matty. La Sadie revela a en Jake que la Jenna i en Matty havien estat junts i en Jake trenca amb ella. Mentre va a disculpar-se amb la Jenna per intentar reconciliar-se, la veu fent-se un petó amb en Matty. Els dos acaben barallant-se a cops de puny públicament, però finalment ho arreglen i demanen a la Jenna que decideixi amb qui dels dos vol estar. Després de donar-hi moltes voltes, la Jenna escull en Matty i els dos reprenen la seva relació. Malgrat tot, la Jenna no pot evitar preguntar-se una vegada i una altra si ha pres la decisió correcta quedant-se amb en Matty en comptes d'anant al viatge de fi de curs a Europa. Al acabar la festa de fi de curs, en Jake i la Tamara es fan un petó i comencen a sortir. Al mateix temps, la Sadie queda destrossada al descobrir que en Rick li ha estat posant les banyes amb un noi, en Clark.

### Tercera temporada
Quan les clases tornen a començar, la Jenna observa gelosa que la Tamara té un nou look i que s'ha fet més propera a en Jake i la Valerie. De totes maneres, l'increment de la popularitat de la Tamara crea tensió entre ella i en Jake, especialment quan es converteixen en rivals per a la posició de delegat dels estudiants. La Ming, que a la temporada anterior havia jurat venjança contra la Becca per destruir la seva relació amb en Fred Wu, es converteix en la nova líder de la màfia xinesa després de posar la Becca al seu lloc en una baralla i torna a sortir amb en Fred. Haviat, però, el poder se li puja al cap.
La Jenna comença classes d'escriptura creativa, on coneix en un Collin, un atractiu intel·lectual. Al mateix temps, comença a avorrir-se de la seva relació amb en Matty i comença a flirtejar amb en Colling. L'aventura es revela a la festa d'aniversari dels 17 anys de la Jenna. En Matty està disposat a perdonar-la, però ella el deixa per estar amb en Collin, que la convenç per a què fumi marihuana.
La relació de la Jenan amb en Collin, amb qui cada cop passa més temps, l'ailla de la resta dels seus amics, a qui tracta molt malament. La Jenna comença a sortir molt de festa amb en Collin i els seus amics i a suspendre a l'insitut. Finalment, la Jenna s'adona dels seus errors, en especial després de descobrir que en Collin li posa les banyes. Els seus amics acaben perdonant-la, però les seves accions no són oblidades. El regnat de la Ming sobre la mafia xinesa acaba quan ella negocia amb la Becca tornar-li la posició de líder, sempre que es comprometi a deixar-la a ella i al seu nòvio Fred en pau.

### Quarta temporada
La Jenna és al seu últim curs d'institut i tracta d'arreglar els errors de l'any anterior. Intenta involucrar-se més a les activitats escolars de cara a milorar les seves notes i poder entrar a la universitat alhora que intenta arreglar la seva relació amb en Matty. La Ming trenca amb en Fred i es muda a Vermont. En Jake i la Tamara segueixen amb la seva relació, fins que en Jake, que ha canviat la seva imatge durant l'estiu i ara toca la guitarra, la deixa. La Sadie comença a viure amb la seva mare adoptiva, l'Ally, perquè la seva mare l'abandona. Al mateix temps, comença a treballar per les nits en un frankfurt ambulant i a sortir amb l'Austin.
En Matty aconsegueix una feina i segueix amb la Jenna com a amics, però després d'una nit de sexe, ella creu que pot haver-se quedat embarassada. En Matty descobreix que és adoptat i deixa la feina com a acte de rebelia. La Jenna i en Matty es converteixen en amics amb beneficis. Finalment la Jenna acaba amb aquesta relació i comença a sortir amb un Luke, un universitari. Això fa que la tensió entre la Jenna i en Matty augmenti, motiu pel qual ella aconsegueix que en Matty comenci a sortir amb l'Eva, una estudiant nova de l'institut. La Jenna s'adona que encara estima en Matty i comença a posar bastons a les rodes a la seva relació amb en Luck. La Jenna comença a aïllar en Matty dels seus amics, fent xantatge a la Sadie perquè trenqui l'Austin trenqui amb ella i intentant posar gelosa a la Jenna. Finalment, la Jenna i en Luck trenquen i l'Eva és descoberta en totes les seves mentides inclòs un fals embaràs.
A la festa d'any nou de l'Ally, on van la Sadie, en Matty, en Jake, la Tamara i la Jenna, en Matty es reconcilia amb la seva mare i la Jenna es fa un petó amb un universitari. Les universitats comencen a enviar cartes d'acceptació a tothom excepte a la Jenna. La Lacey aconsegueix entrar a la Lockard University, on la seva filla ha estat rebutjada. A la festa dels 18 d'en Matty, la Jenna intenta competir amb la Gabby, la nòvia actual d'en Matty, només per a descobrir que és una bona persona. La Jenna confesa a en Matty que se sent malament perquè ell pensa que la virginitat de la Gabby és quelcom pel que val la pena esperar, mentre que la seva no ho va ser. En Matty li diu que vol que ella l'ajudi a trobar els seus pares. Després de descobrir que la seva mare no el vol conèixer, en Matty se sent malament i la Jenna el consola i li acaba fent un petó.
La Jenna localitza al pare d'en Matty i l'acompanya a coneixe'l a Mèxic durant les vacances de primavera junt amb la seva família i amics. La Gabby apareix i s'uneix al pla. A Mèxic, la Tamara s'enamora d'un noi que acaba de conèixer, l'Adam, i es prometen. Ell és militar i la Tamara pensa que l'enviaran molt lluny, però en realitat és destinat a Califòrnia. La Lacey es queda embarassada i es planteja no anar a la universitat. La Gabby perd la virginitat amb en Jake i la Jenna finalment s'oblida d'en Matty i comença a sortir amb un amic de l'Adam. En Matty va a la platja per aclarir els seus sentiments, però veu la Jenna i el seu noi i es queda mirant-los des de la distància preguntat-se si ha perdut el seu amor vertader. En Jake apareix, volent confessar el que acaba de passar amb la Gabby, però finalment no ho fa.

### Cinquena temporada
La Jenna escolta per accident el que va passar entre en Jake i la Gabby, però decideix mantenir-ho en secret. La Sadie rep la visita sorpresa de la seva mare, que desitja recuperar la seva relació, però haviat descobreix que ho fa només per agradar més al seu nòvio actual. En Matty decideix seguir amb la Gaby, però ella s'assabenta que en Matty la volia deixar i el deixa ella a ell, no sense explicar-li abans que va mantenir relacions amb en Jake. En Matty pega a en Jake. La Tamara comença a planificar la seva boda amb l'Adam. Accidentalment, la Jenna inunda l'institut, fent que les classis es cancel·lin i augmentant la seva popularitat dràsticament. Alhora, la popularitat d'en Matty cau en picat degut a un vídeo viral de la seva baralla amb en Jake. La Jenna comença a sortir amb els populars, però aviat els deixa plantats i torna amb els seus amics de sempre.
Es publica l'anuari i la Jenna descobreix que ha estat etiquetada com la "més depriment". Intenta escriure alguna cosa molt profunda a en Matty, i s'enfada amb ell quan en Matty li escriu quelcom genèric. Hi ha una festa de mares i filles a l'institut on les mares han d'imitar les seves filles. La Jenna acaba ajudant la seva mare en la interpretació, mentre que la mare de la Sadie aprofita l'ocasió per a recuperar-la gràcies als consells de l'Ally. La Tamara obliga a la Jenna a preparar la seva festa de promesa tot i que no té cap intenció de casar-se amb l'Adam. A la festa, la Gabby confesa a la Jenna que en Matty encara l'estima, i ella li explica a en Brian, l'amic de l'Adam, que la festa és només una farsa. Tothom ho escolta i l'Adam trenca amb la Tamara. La Tamara viatja fins al campament militar de l'Adam per recuperar-lo amb la Jenna i una Gabby borratxa.
La Tamara diu a la Jenna que ella és la raó de que totes les relacions que ha tingut fracassessin, després d'un estrany somni, ella s'adona que mai ha deixat d'estar enamorada d'en Matty. La Tamara aconsegueix disculpar-se, però l'Adam la rebutja igualment. La Sadie torna amb en Sergio, el seu company de feina. En Matty és acceptat a la universitat de Berkeley. La Jenna intenta declarar-se-li, però finalment no ho fa perquè sap que aniran a universitats diferents. La Valerie torna per anunciar que està promesa amb en Biggie i converteix la graduació en la seva boda sorpresa. La Jenna i la Tamara, ambdues solteres, decideixen anar juntes a la festa de fi de curs. En Matty li diu a la Jenna que ha de marxar a la universitat l'endemà del ball de promoció per entrenar-se i ella decideix acompanyar-lo i passar l'estiu junts, com a parella.

## Personatges

### Repartiment
| Personatge     | Actor/actriu      | Nº de temporada | Nº de temporada | Nº de temporada | Nº de temporada | Nº de temporada |
| Personatge     | Actor/actriu      | 1               | 2               | 3               | 4               | 5               |
| -------------- | ----------------- | --------------- | --------------- | --------------- | --------------- | --------------- |
| Jenna Hamilton | Ashley Rickards   | Principal       | Principal       | Principal       | Principal       | Principal       |
| Matty McKibben | Beau Mirchoff     | Principal       | Principal       | Principal       | Principal       | Principal       |
| Lacey Hamilton | Nikki DeLoach     | Principal       | Principal       | Principal       | Principal       | Principal       |
| Tamara Kaplan  | Jillian Rose Reed | Principal       | Principal       | Principal       | Principal       | Principal       |
| Jake Rosati    | Brett Davern      | Principal       | Principal       | Principal       | Principal       | Principal       |
| Sadie Saxton   | Molly Tarlov      | Principal       | Principal       | Principal       | Principal       | Principal       |
| Valerie Marks  | Desi Lydic        | Principal       | Principal       | Principal       | Principal       | Principal       |
| Lissa Miller   | Greer Grammer     | Recurrent       | Recurrent       | Principal       | Principal       | Principal       |
| Ming Huang     | Jessica Lu        | Recurrent       | Recurrent       | Principal       |                 |                 |

### Personatges principals
- Jenna Hamilton (Ashley Rickards): és la protagonista de la història. Al començament de la sèrie compta amb 15 anys i estudia a l'institut Palos Verde High School amb les seves millors amigues, la Tamara i la Ming. Durant els campaments d'estiu, abans de començar el curs, perd la virginitat amb el noi més popular de la classe, en Matty McKibben, amb el que mantindrà una relació d'estira-i-arronsa durant tot el curs. Just abans de començar el curs escolar, pateix un accident domèstic i que tothom pren per un intent de suïcidi, estigmatitzant-la a l'institut. És una noia molt intel·ligent, sarcàstica i madura que sempre es pren les coses amb humor. Viu amb els seus pares, que la van tenir d'adolescent i que sovint no es comporten realment com uns pares ho haurien de fer.
- Matty McKibben (Beau Mirchoff): és el primer interès amorós de la Jenna. Durant l'estiu mantén una curta però intensa relació on la Jenna perd la seva virginitat, però en començar el curs escolar, ell sembla ignorar-la totalment. Tot i ser un dels nois més populars de la classe (és guapo, atlètic i juga a l'equip de futbol de l'institut) és molt insegur i no vol que ningú sàpiga que va mantenir una relació amb la Jenna. Durant la primera temporada manté una relació amb ella, però en secret.
- Jake Rosati (Brett Davern): és el millor amic d'en Matty i el segon interès amorós de la Jenna. A diferència d'en Matty, ell té clar el que vol. És sincer, honest i molt bona persona. Al principi manté una relació amb la Lissa, però trenquen perquè ell comença a sentir quelcom per la Jenna i per la forma en què la Lissa (induïda per la Sadie) el tracta. Es comença a enamorar de la Jenna sense saber que ella i en Matty estan mantenint una relació. A diferència d'en Matty, a ell li és igual el que pensin o deixin de pensar d'ell i no li importa deixar-se veure en públic amb la Jenna.
- Tamara Kaplan (Jillian Rose Reed): és la millor amiga de la Jenna. Durant la primera temporada manté una relació d'estira-i-arronsa amb en Ricky, però ell es lliga a totes les noies que pot i sempre la té de "reserva". És molt egocèntrica, parla molt i molt ràpid d'ella mateixa constantment. És una mica paranoica i sovint veu més del que realment hi ha. Tot i així, és una gran amiga per la Jenna i es preocupa molt per ella; xafardera de mena, sempre li agrada estar al corrent de tot el que passa. Durant la sèrie es baralla amb la Jenna, però han sigut millors amigues des que eren molt petites i sempre es reconcilien.
- Ming Huang (Jessica Lu): és l'altra millor amiga de la Jenna. Normalment sempre va amb la Tamara i la Jenna tot i ser asiàtica (tots els asiàtics van junts en una espècie de màfia asiàtica). Es caracteritza per vestir amb un estil indie alternatiu. A vegades se sent una mica exclosa, perquè la Jenna i la Tamara sempre s'ho expliquen tot i a vegades la deixen inconscientment de banda. Té uns pares molt estrictes que l'han educat en la cultura xinesa. És un pèl pesimista i li agrada viure amb els peus a la Terra.
- Lacey Hamilton (Nikki DeLoach): és la mare de la Jenna. Es va quedar embarassada d'ella durant el ball de graduació de l'institut. Va decidir tenir-la i es va casar amb el seu xicot (el pare de la Jenna). Va invertir els diners que havien de pagar-li la universitat en operar-se els pits, dels que sempre presumeix. És molt superficial i sovint actua de manera molt més immadura que la seva filla. Estima amb bogeria la Jenna, però no té ni idea de com criar un nen i la tracta com si fos una amiga en comptes d'una filla.
- Sadie Saxton (Molly Tarlov): és l'antagonista de la història. Companya de classe de la Jenna, li té molta mania i intenta fer-li la vida impossible de totes les maneres possibles. És molt popular (és la cap de l'equip d'animadores) però tota la seva popularitat es deu als diners dels pares. Té un problema de sobrepès que l'acomplexa molt. És molt creguda i li encanta presumir però, irònicament, és una persona profundament insegura que sempre creu que no dona la talla. Sempre necessita ser la primera en tot o sent que els seus pares no l'acceptaran.
- Valerie Marks (Desi Lydic): és l'orientadora escolar a Palos Verdes High School. La Jenna és obligada a visitar-la arrel del seu fals "intent de suïcidi". Suposadament ha d'aconsellar els estudiants, però és molt més immadura que la majoria d'ells i sovint sobrepassa els límits de la relació orientadora/alumne i actua de manera inadequada per una professional. Malgrat que els seus consells rarament són útils, lògics o adequats, la Valerie realment intenta ajudar tots els seus alumnes i especialment a la Jenna, a qui acaba veient com una espècie de millor amiga.

## Episodis
Awkward compta amb un total de 89 episodis emesos durant cinc temporades. Les dues primeres temporades, més curtes (de 12 episodis cada una), es van emetre seguides. Les temporades 3, 4 i 5, en canvi, es van emetre originalment en dues tandes cada una, fent una pausa de diverses setmanes entra la primera i la segona meitat de les temporades.
| Nº de temporada | Nº de temporada | Nº d'episodis | Data d'estrena       | Data d'estrena         |
| Nº de temporada | Nº de temporada | Nº d'episodis | Primer capítol       | Últim capítol          |
| --------------- | --------------- | ------------- | -------------------- | ---------------------- |
|                 | 1               | 12            | 19 de juliol de 2011 | 27 de setembre de 2011 |
|                 | 2               | 12            | 28 de juny de 2012   | 20 de setembre de 2012 |
|                 | 3               | 20            | 16 d'abril de 2013   | 17 de desembre de 2013 |
|                 | 4               | 21            | 15 d'abril de 2014   | 25 de novembre de 2014 |
|                 | 5               | 24            | 31 d'agost de 2015   | 24 de maig de 2016     |

## Recepció i crítica
Awkward ha rebut crítiques majorment positives. A Metacritic, que assigna una mitjana ponderada sobre 100 segons revisions de crítics importants, la sèrie va rebre un 74 basat en 13 crítiques, el que implica "crítiques generalment favorables". Entertainment Weekly va escriure que "la Jenna navega a les aigües turbulentes de l'institut, els amics, les animadores perverses i els nois guapos amb una veu irritant que fa que t'enamoris ràpidament d'ella, i d'Awkward. Dorothy Rabinowitz, de The Wall Street Journal va explicar que Awkward és "una sèrie sobre una noia d'institut que no és ni sensiblera ni polèmica, ni està concebuda per a moralitzar o impactar. Es distingeix sobretot per enfocar-se en els mals identificables de l'adolescencia tal com els pateix una recognoscible adolescent, la Jenna. Una altra distinció: forts ecos d'una manera antiga d'explicar una història, la classe d'història on els personatges creixen i adquireixen profunditat. Això és molt més del que es pot esperar avui dia en els guions televisius de qualsevol tipus i molt més en una sèrie sobre adolescents - ja és molt que no tracti sobre vampirs".
Hank Stuever, de The Washington Post, va alabar la interpretació d'Ashley Rickards al dir: "seguint el camí ben traçat de Sexteen candles de Molly Ringwald y My so called life de Claire Danes, aconsegueix sense cap esforç elevar la gastada fórmula de la nova sèrie còmica de MTV dels dijous a la nit, Awkward, a la categoria de cursi però tot i així honesta. Fins i tot és divertida, cosa que suposa una agradable sorpresa venint de MTV, la creadora de tantes fluixes comèdies d'adolescents que he perdut el compte". David Hinckley, de Daily News, li va donar al programa 4 estrelles sobre cinc i va escriure: "Awkward és molt bona". Va ampliar: "de totes les vegades que hem vist al marginat de l'institut que se sent a voles ignorat i a voltes humiliat pels seus companys, rarament ha estat interpretat millor del que Ashley Rickards interpreta a Jenna Hamilton" y afegeix "si els drames són exagerats, la Jenna fa que el sentiment traumàtic sigui vertader, i la seva narració li dona tot un rerefons d'humor i autoconeixement que fa que els moments més incòmodes no siguin dolorosos.
El The New York Times va descriure Awkward com "un espectacle burlesc sobre l'anhel -per l'amor, certament, però també ler l'estabilitat, aquella gran intangible en el món completament canviant de la vida a l'institut-". El Huffington Post va escriure "Awkward era l'èxit inesperat de la MTV que ningú va veure venir. […] Sens dubte, la ocurrent veu de la Jenna fa que aquesta comèdia negra d'institut sobresurti del grup de telenovel·les estereotípiques d'institut de prime-time". El Huffington Post més tard va nomenar Awkward com un dels millors programes de televisió de 2011. Linda Stasi de The New York Post li va atorgar a la sèrie tres estrelles sobre quatre comentant "deixant de banda totes les referències sexuals gratuïtes, Awkward és realment un espectacle, bo graciós i divertit". De totes maneres, Stasi també va mencionar "això simplement no és el tipus de cosa que voldríes ver amb els teus fills, ni el que voldríes que els teus fills veiessin". Després va comparar Ashley Rickards amb l'actriu de Juno, Ellen Page: "Rickards és una gran actriu adolescent del tipus d'Ellen Page, la clase de noia la cara bonica de les quals i el seu comportament adorables són superats per la seva habilitat per a semblar desmanyotades i excèntriques. Segons el The Philadelphia Daily News, "Awkward, com Glee, tracta de manera gentil i semicòmicament els afers de la sexualitat i l'assetjament escolar, però no arriba a deixar anar sang mai".
Brian Lowry de Variety va ser menys entusiasta amb la sèrie: "mentre que la premissa és refrescant i sense artificis comparada a RJ Berger o Teen Wolf, les situacions no són prou irresistibles com per fer d'això més que una versió contemporània de Doogie Howser, M. D. amb un canvi de gènere". John Kubicek de la web BuddyTV va apreciar molt positivament que l'antagonista de la sèrie, la Sadie, no fos la "típica noia prima i perfecta" sinó una "animadora amb obesitat que només és popular gràcies als seus pares". També va escriure: "igual que a Easy A o Mean girls i altres comèdies centrades en adolescents femenines i fortes, Awkward té una intel·ligència ràpida i una visió distintiva del món. És una barreja perfecta de comèdia i dolorosa malaptesa adolescent, i al final, el títol ho diu tot". Va concloure: "el resultat és una de les comèdies adolescents més gaudibles que la televisió ha produït. Daniel Fienberg de HitFix, li va donar a la sèrie una nota de B comentant "no només són horrors d'institut força universals, encara que alguns detalls siguin nous, sinó que puc trobar la forma de col·locar Awkward a la tradició de comèdies hiper-realistes com Pretty in Pink o Heathers o Mean girls o Juno. No és tan bona com cap d'aquestes, però tampoc és tan dolenta com Caramel assassí, que segueix la mateixa tradició".